# Morze Arafura
Morze Arafura (indonez. Laut Arafura, ang. Arafura Sea) – morze przybrzeżne w zachodniej części Oceanu Spokojnego (bywa zaliczane do Oceanu Indyjskiego) między Australią a wyspami: Tanimbar, Kai i Nowa Gwinea. Od wschodu, przez Cieśninę Torresa łączy się z Morzem Koralowym, od zachodu sąsiaduje z morzami Timor, Banda i Seram, od południa z Zatoką Karpentaria. Pływy morskie osiągają do 7,6 m (Nowa Gwinea).
Większą część dna morza stanowi szelf pokryty piaskiem i mułem wapiennym. W części głębinowej (północno-zachodniej) znajduje się obszar aktywny sejsmicznie.
Cieśnina Torresa jest niebezpieczną drogą morską.